# Kwon Ji Yong
Kwon Ji Yong (권지용?, 權志?) è il secondo EP del cantante sudcoreano G-Dragon, pubblicato l'8 giugno 2017 dalla YG Entertainment.
L'EP è stato il suo primo disco in quattro anni, dopo il suo secondo album in studio, Coup d'Etat. La versione fisica è stata realizzata su un'unità flash USB al posto di un tradizionale compact disc. L'EP è stato generalmente ben accolto dalla critica che ha elogiato l'onestà e la vulnerabilità di G-Dragon. Questa fu l'ultimo album di G-Dragon prima del suo arruolamento militare il 27 febbraio 2018.
L'EP è stato un successo commerciale in Cina, dove ha venduto un milione di copie digitali in meno di una settimana, ed è stato l'album digitale più venduto del 2017 da un artista coreano. Per promuovere il disco, G-Dragon ha intrapreso il suo World Tour, III: M.O.T.T.E. World Tour a soli due giorni dalla sua uscita.

## Descrizione
Dopo l'uscita del suo secondo album "Coup d'Etat", G-Dragon si è avventurato fuori dalla musica, perseguendo i suoi interessi nella moda, nell'arte e nel design e successivamente lanciò il suo marchio Peaceminusone nel 2015 a partire da una mostra d'arte con lo stesso nome. Nel 2014, G-Dragon ha iniziato a scrivere canzoni per l'album del Big Bang Made ma ha subito il "blocco dello scrittore", che ha ritardato l'uscita dell'album. Made alla fine è diventato l'album di maggior successo commerciale del gruppo fino ad oggi, e il suo tour di supporto ha stabilito un nuovo record in presenza di artisti coreani in Asia, Nord America e Oceania.
G-Dragon ha trascorso la maggior parte del 2015 e del 2016 in tour e ha festeggiato il decimo anniversario della sua band, con le attività per l'intero album Made che si sono concluse definitivamente a dicembre 2016.
Nel gennaio 2017, la sua etichetta ha confermato che avrebbe pubblicato nuova musica nella prima metà dell'anno. Sei mesi precedenti l'uscita del disco, G-Dragon si è dedicato ai preparativi per l'album e al suo tour mondiale del 2017, un processo durante il quale non ha dormito bene e ha perso molto peso. Nel suo quarto disco, il rapper ha annunciato che voleva prendere le distanze dal suo personaggio teatrale, affermando "Volevo ricordare Kwon Ji Yong, non G-Dragon. Per me, Kwon Ji Yong è più importante, quindi ho deciso di presentarlo ufficialmente al pubblico." G-Dragon aveva originariamente chiamato l'EP 30, affermando di voler guardare indietro alla sua vita a 30 anni e sentire di aver raggiunto qualcosa di significativo.

## Composizione
In "Middle Fingers Up", G-Dragon parla del numero in diminuzione delle sue relazioni e il suo circolo sociale in continua diminuzione. I testi di "Bullshit" sono autoreferenziali, facendo riferimento al suo singolo di successo "Crayon" per nome mentre il canino onomatopoeia ricorda la title track del suo precedente album Coup d'Etat. "Super Star" rivela i suoi sentimenti interiori di vuoto e vuoto, nonostante il musicista abbia raggiunto il successo che aveva precedentemente sognato. Il testo di "Untitled, 2014" si legge come una lettera a un amante del passato, con G-Dragon che chiede perdono e la possibilità di rivederli, anche se è solo nei suoi sogni. "Divina Commedia", intitolata al poema di Dante con lo stesso nome, è un racconto semi-autobiografico della sua ascesa alla fama. La canzone include riferimenti a The Truman Show con il rapper che mette in dubbio la realtà, e sacrifici fatti durante l'adolescenza fino ai vent'anni per raggiungere il successo e la notorietà.
L'ispirazione alla base del disco proveniva da più mezzi, in particolare film e arti visive. Il concetto visivo del disco è stato ispirato dall'adattamento cinematografico del 1966 del romanzo di Kōbō Abe, The Face of Another. La sua personale collezione d'arte, che include la pittura da $ 3,3 milioni di dollari, Millionaire Nurse dell'artista americano Richard Prince, ha ispirato i testi di "Super Star" e "Divina Commedia". Quest'ultimo inoltre fa direttamente riferimento al film satirico di fantascienza di Peter Weir The Truman Show. G-Dragon attribuisce a Divine Comedy, la poesia epica in tre parti di Dante Alighieri, il lavoro che ha ispirato più acutamente questo album. Il poema ha influenzato il disco nel suo tema e struttura, e sia l'EP che il tour successivo sono stati divisi in tre atti, ognuno dei quali esplorava una dimensione della sua personalità.

### Musica
Kwon Ji Yong presenta prevalentemente canzoni con genere hip hop e R&B, con l'eccezione del suo singolo principale, "Untitled, 2014", che è una ballata. L'intro, "Middle Fingers-Up", presenta un riff di pianoforte con un battito trappola sottostante. Act I. e Bullshit sono tracce hip hop a più livelli caratterizzata da un coro pulsante e improvvisi battiti e cambi di ritmo. Act II. o Super Star sono accompagnate pieni di tamburi brassici, corni mediorientali, synth luccicanti e cori di accompagnamento. Act III. oppure "Untitled, 2014" sono ballate malinconiche, con solo voci nude sull'accompagnamento del pianoforte.
L'outro, "Divina Commedia", è un brano alt-R & B sperimentale che campiona "Veridis Quo" dall'album Discovery dei Daft Punk del 2001.

## Confezione
La versione fisica dell'EP è stata realizzata su un'unità flash USB, anziché su un compact disc. L'unità flash da 4 GB è inscritta con "Kwon Ji Yong, sangue di tipo A, 1988, 18 agosto", la stampa è stata scritta a mano dalla madre di G-Dragon quando era nato.
Dopo essersi lamentato che l'USB era difettosa a causa del suo rivestimento rosso, l'etichetta dell'artista ha rilasciato le immagini del processo di produzione, mostrando che le USB erano colorate a mano con inchiostro rosso per ottenere l'aspetto graffiato vintage che G-Dragon aveva desiderato. L'etichetta ha inoltre spiegato che il rivestimento era una mossa intenzionale che riflette il concetto dell'album, ed è simbolico del DNA e della nascita di G-Dragon.
L'unità stessa non contiene i brani in formato digitale; gli utenti sono invece indirizzati a una pagina di download per l'album e altri contenuti esclusivi dal sito Web della YG Entertainment, riscattati utilizzando un numero di serie. Il modello di distribuzione non ortodosso, tuttavia, suscitò preoccupazioni sul fatto che l'EP potesse essere inserito nelle principali carte dell'album della Corea del Sud. L'EP è stato squalificato dalla Gaon Album Chart, poiché la Korean Music Content Industry Association ha sostenuto per legge locale sul copyright che un "album" è definito come un supporto fisico fornito con la musica, e che Kwon Ji Yong non era idoneo perché la musica non era fornita sull'unità stessa. G-Dragon ha risposto a Gaon Chart escludendo le vendite per la sua USB come vendita di un album, scrivendo in un post su Instagram:
Qual è il problema? Tutto nel mondo ha pro e contro, ma la forma esterna dei record musicali è costantemente cambiata da cassetta a CD e quindi a scaricare file. La musica non è forse la cosa più importante per una buona melodia che rimarrà a lungo nelle orecchie, nelle bocche e nelle menti delle persone e nei testi che possono toccare le persone e farli ridere e piangere?
Nel dicembre 2017, la Circle Chart ha annunciato che avrebbe cambiato la propria politica per includere diversi formati di album come USB di G-Dragon, comportando la revisione della definizione di un album all'interno delle leggi sul copyright per includere più elementi che non fossero album offline tradizionali. La nuova politica è entrata in vigore il 1 ° gennaio 2018.

## Pubblicazione e promozione
La YG Entertainment annunciò l'EP il 31 maggio, rivelando il titolo come Kwon Ji Yong, il nome di nascita di G-Dragon.
"Bullshit" è stato originariamente annunciato come il primo singolo il 1º giugno, ma è stato sostituito da una canzone diversa, "Untitled, 2014", tra lo scandalo della marijuana di T.O.P e le preoccupazioni per il titolo provocatorio della scelta originale. La tracklist completa del disco è stata rivelata poche ore prima dell'uscita, con cinque brani trisettati in tre atti, registrati da una traccia "intro" e "outro"; è stata anche pubblicata una copertina individuale per ogni canzone.
Il 31 marzo tenne un concerto alla Seoul World Cup Stadium il 10 giugno 2017, la sua prima performance da solista in quasi quattro anni.
Il 25 aprile, è stato annunciato che G-Dragon avrebbe intrapreso il suo secondo tour mondiale, Act III: M.O.T.T.E, e le date dei tour sono state rivelate da aprile a giugno. In totale, il tour è stato programmato per visitare 29 città in Asia, Nord America, Oceania ed Europa. G-Dragon ha eseguito per la prima volta le nuove canzoni dall'EP per il primo spettacolo del tour a Seul.

## Video musicale
A metà maggio, le riprese per i video musicali sono iniziate e si sono concluse alla fine di maggio, con tre video musicali che sarebbero stati filmati. L'8 giugno è stato pubblicato il video musicale per il singolo "Untitled, 2014", un video one-shot con G-Dragon in piedi di fronte a una proiezione video del cielo, su uno sfondo di nuvole ambientato che cambia mellifluamente in diversi tonalità di rosso, rosa, blu e verde in tutto il video. Secondo il regista, Han Sa-min, il video è stato originariamente programmato per essere girato in 2 giorni utilizzando set diversi, tuttavia, G-Dragon ha completato le riprese a tempo di record e le riprese erano terminate in meno di un'ora. Il video musicale è stato ispirato dal thriller di Cameron Crowe, Vanilla Sky.
Due mesi dopo l'uscita dell'album e il suo primo singolo, il video musicale per il primo singolo "Bullshit" è stato annunciato per essere pubblicato in esclusiva il 18 agosto alle 20:18 KST in coincidenza con il suo 29 ° compleanno. Il video è disponibile online tramite un link per il download sulla USB accessibile solo a coloro che hanno acquistato la versione fisica dell'album. Il video musicale è stato girato a Los Angeles e ha visto un cameo dell'artista americano hip hop Tyler, the Creator.

## Critica
| Recensione | Giudizio |
| ---------- | -------- |
| IZM        |          |
| SeoulBeats |          |
| The Star   | 8/10     |
| Hello Asia | 8/10     |

Tamar Herman di Billboard ha ritenuto che Kwon Ji Yong fosse il lavoro più personale di G-Dragon, poiché riflette "sulla sua carriera, sui suoi successi e sui suoi rimpianti". Herman si complimenta per come il rapper mette i suoi "pensieri interiori nel pubblico attraverso una varietà di suoni ma rimane coeso attraverso i suoi testi, come se chiedesse agli ascoltatori di dimenticare la statura celeb del cantante e ascoltare momentaneamente i pensieri di un uomo che lotta con il regalo che ha raggiunto attraverso i suoi sforzi passati".
Jeff Benjamin di Fuse ha detto che l'album mette in risalto "alcuni dei maggiori punti di forza di G-Dragon come un maestro hip-hop lungimirante" , mentre "neutralizza quelle tracce più difficili "per mettere in luce il suo visto lato tenero".
Chester Chin di The Star ha descritto Kwon Ji Yong come un "disco fatto di catarsi emozionale" con le tracce piene di "disposizione vulnerabile". In una recensione entusiastica, Seoul Beats ha scritto che l'EP è "lo sforzo più coeso che G-Dragon ha messo in atto per definire se stesso, e chi è veramente" e ha dichiarato che "l'album è più denso al femminile di qualsiasi cosa abbiano ascoltato finora anno ", come racconta la storia di G-Dragon:" è pieno di riferimenti ai suoi lavori precedenti, ricco di riferimenti alla sua vita personale, alla sua arte che mostra sul suo Instagram, ed è la prima volta che posso dire di essere stato colpito positivamente via dopo un ascolto ravvicinato, la sua lotta personale con se stesso, con chi è, G-Dragon o Kwon Ji-yong, e come il suo idolo ha cambiato il suo personaggio, emerge chiaramente su queste tracce ".
Affinity Magazine ha definito il disco il quarto miglior album K-pop dell'anno, sentendo che è "probabilmente il suo lavoro più onesto fino ad oggi" e che "anche se breve, è abbastanza per far sentire la gente il testo che ha scritto". La rivista si complimenta anche per il fatto che "la crudezza e l'onestà dei testi fanno sentire il pubblico un'empatia istantanea mentre balla al ritmo".
L'album è stato scelto come miglior album coreano pubblicato nel 2017 dal servizio di streaming musicale KKBOX, che ha definito il disco un "campione dell'anno", con tutti i brani dell'EP che fanno della lista dei migliori 20 brani dell'anno di KKBOX. L'album è stato scelto come una delle pubblicazioni musicali più discusse a giugno 2017 da Douban.

## Successo commerciale
In Corea del Sud, il singolo principale "Untitled, 2014" ha debuttato al numero uno di tutte le principali classifiche musicali coreane. In Cina, l'album era disponibile per il preordine il 5 giugno, sulle tre principali piattaforme musicali cinesi: QQ Music, KuGou e Kuwo. In meno di 24 ore, i preordini per l'album su QQ Music hanno raggiunto oltre 200 000 copie
Dopo una settimana di vendite, l'album aveva venduto oltre 1 100 000 copie in Cina. In Giappone, la versione digitale ha superato la classifica digitale settimanale della Oricon, vendendo 11 641 copie, facendo di G-Dragon il primo artista coreano a raggiungere il traguardo.
Al momento della pubblicazione, l'album ha raggiunto il numero uno in 46 paesi su iTunes in tempi diversi, stabilendo un nuovo record per un artista coreano. L'EP ha debuttato al numero 192 della Billboard 200 degli Stati Uniti con oltre 4.000 unità equivalenti vendute per album, raggiungendo la sua settimana di vendite migliori in America per un solo giorno di vendite. G-Dragon ha ottenuto il suo terzo album numero uno nella Billboard World Album Chart e il suo primo numero uno nella classifica degli album di Top Heatseekers.

## Tracce
1. Kwon Jy-yong – Intro: Middle Fingers-Up – 3:42 (testo: G-Dragon – musica: G-Dragon, Kush)
2. Bullshit – 3:02 (testo: G-Dragon – musica: G-Dragon, Teddy, Cawlr, Future Bounce, Choice37)
3. Super Star – 3:45 (testo: G-Dragon, Teddy, Joe Rhee – musica: Teddy, G-Dragon, Joe Rhee, 24, Choice37, Future Bounce, Seo Won-jin)
4. Untitled, 2014 – 3:42 (testo: G-Dragon – musica: G-Dragon, Choice37)
5. Kwon Jy-yong – Outro: Divina Commedia – 3:44 (testo: G-Dragon, 8!, Brian Lee, Safe, Frank Dukes – musica: G-Dragon, 8!, Brian Lee, Frank Dukes, Safe, Thomas Bangalter, Guy-Manuel de Homem-Christo)

## Classifiche
| Classifica (2017-18) | Posizione massima |
| -------------------- | ----------------- |
| Belgio (Fiandre)     | 44                |
| Corea del Sud        | 51                |
| Francia              | 33                |
| Giappone             | 1                 |
| Nuova Zelanda        | 39                |
| Stati Uniti          | 192               |

## Date di pubblicazione
| Paese         | Data             | Edizioni                    | Etichetta                  | Formati           | Fonti  |
| ------------- | ---------------- | --------------------------- | -------------------------- | ----------------- | ------ |
| Vario         | 8 giugno 2017    | Standard                    | YG Entertainment, KT Music | Download digitale | [ 52 ] |
| Corea del Sud | 19 giugno 2017   | Exclusive content, (online) | YG Entertainment           | USB               | [ 53 ] |
| Taiwan        | 30 giugno 2017   | Exclusive content, (online) | Warner Music Taiwan        | USB               | [ 54 ] |
| Giappone      | 13 dicembre 2017 | Exclusive content, (online) | YGEX                       | CD+DVD            | [ 55 ] |
| Giappone      | 13 dicembre 2017 | Standard                    | YGEX                       | Playbutton        | [ 55 ] |